# Liste de musées en Bosnie-Herzégovine
Pour les autres articles nationaux ou selon les autres juridictions, voir Liste des musées par pays.
Cet article présente une liste non exhaustive de musées en Bosnie-Herzégovine, classés par subdivision et puis par ville.

## République serbe de Bosnie

### Banja Luka
- Musée d'art moderne de la République serbe
- Musée de la République serbe depuis 1930
- Bibliothèque nationale et universitaire de la République serbe
- Archives de la République serbe

### Rudo
- Musée de la première brigade prolétarienne (en)

## Fédération de Bosnie-et-Herzégovine

### Jajce
- Musée de la lutte nationale pour la libération (en)

### Mostar
- Musée de l'Herzégovine (en)
- Musée du vieux pont (en)

### Sarajevo
- Galerie nationale de Bosnie-Herzégovine (en)
- Musée Alija Izetbegović (2007)
- Musée de l'enfance de guerre
- Musée de Littérature et d'Art Théâtral de Bosnie-Herzégovine (1961)
- Musée historique de Bosnie-Herzégovine
- Musée de Sarajevo 1878-1918 ou Musée Jeune Bosnie[1]
- Musée national de Bosnie-Herzégovine
- Musée de Sarajevo
- Musée du tunnel de Sarajevo
- Maison Svrzo[2]
- Maison Despić[3]
- Monuments nationaux de Sarajevo
- Petit musée de Bosnie-Herzégovine, "Mali Muzej BiH", en bord de Miljacka, à l'extrême est de la ville, en direction du Pont aux chèvres
- Ars Aevi (en), Art contemporain, rive sud
- Musée des Illusions d'0ptique de Sarajevo, "MOI (Sarajevo)"[4], 28 rue Skenderija, sur le modèle du Musée des illusions de Belgrade[5],[6], ouvert le 12 février 2020[7]
- "Muzej Valter brani Sarajevo" (Dženetića Čikma 12, 71000 Sarajevo), qui rend hommage au héros "Valter" (de la libération de Sarajevo en 1945) et au film qui en a été réalisé : Walter défend Sarajevo (1972)

### Autres
- Musée du Couvent franciscain de Fojnica, à Fojnica (Bosnie centrale)